# Cassure conchoïdale

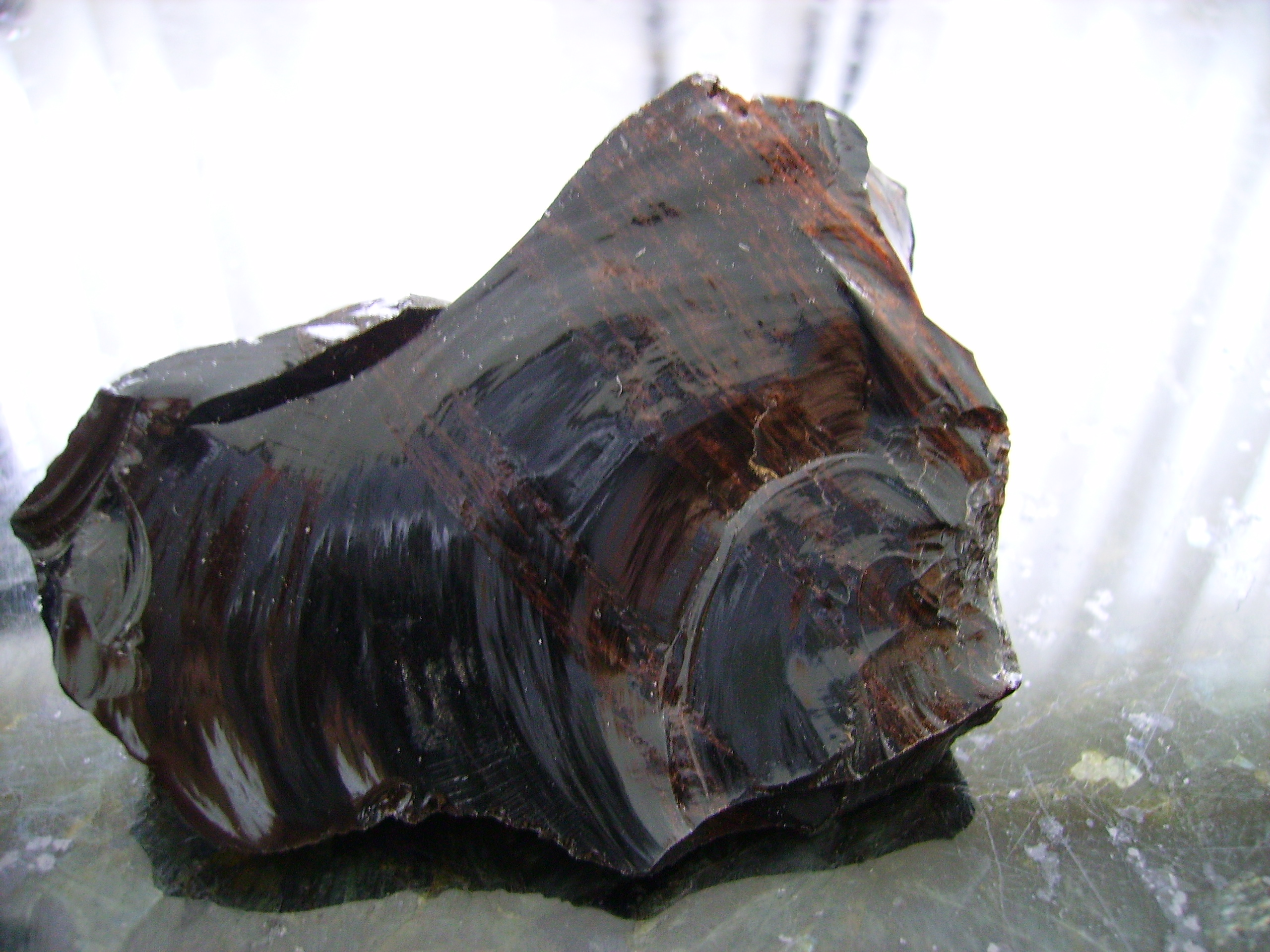
Cassure conchoïdale dans une obsidienne.

Une cassure conchoïdale ([kɔ̃kɔidal] se dit de ce qui a l'aspect d'une coquille, ce terme étant issu du latin concha « coquille ») est une cassure franche, courbe et lisse, représentant un cône hertzien. On en retrouve souvent dans le quartz, les roches cryptocristallines comme le silex, la chaille et le quartzite, ou dans les roches vitreuses comme l'obsidienne.